# Scaphopetalum amoenum
Scaphopetalum amoenum är en malvaväxtart som beskrevs av A. Cheval.. Scaphopetalum amoenum ingår i släktet Scaphopetalum och familjen malvaväxter. Inga underarter finns listade i Catalogue of Life.